# Bydgoszcz (województwo pomorskie)
Bydgoszcz (dodatkowa nazwa w j. kaszub. Bëdgòszcz) – osada  w Polsce na Równinie Charzykowskiej
położona w województwie pomorskim, w powiecie bytowskim, w gminie Lipnica.
W latach 1975–1998 miejscowość administracyjnie należała do województwa słupskiego.
Osada kaszubska położona w regionie Kaszub zwanym Gochami, wchodzi w skład sołectwa Borowy Młyn.